# Tröckneturm

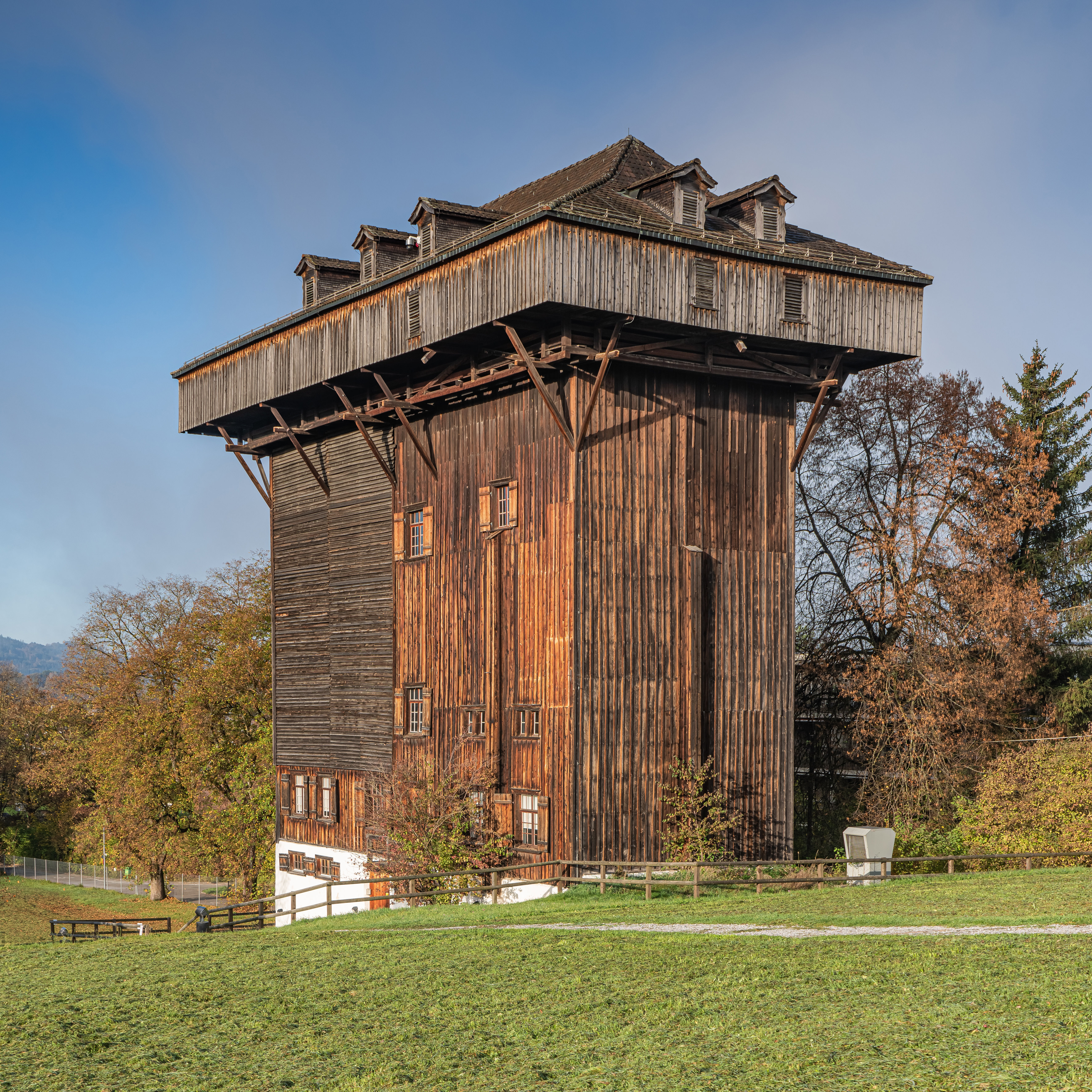
Tröckneturm St. Gallen

Der Tröckneturm ist ein ehemaliges Fabrikgebäude im Quartier Lachen in der Schweizer Stadt St. Gallen. Das Gebäude steht als «Kulturgut von nationaler Bedeutung» unter Schutz.

## Geschichte
In den 1820er Jahren etablierte sich die Rotfärberei in der Region. Der Kaufmann Johann Jakob Täschler aus St. Gallen erwarb 1825 das damals noch ausserhalb des Stadtgebietes gelegene Schloss Waldegg. Er liess in den folgenden Jahren am Unteren Burgweiher eine Garn- und Rotfärberei erbauen. Im Zuge dessen wurde 1828 der 25 Meter hohe, hölzerne Tröckneturm errichtet. Er diente der Trocknung der frisch gefärbten Textilien. Der Turm war in zwei Bereiche unterteilt. Im östlichen Bereich waren Zwischendecken eingezogen, er diente zum Trocknen von kurzen Stoffbahnen, im westlichen Teil, der nicht weiter unterteilt wurde, wurden die langen Bahnen aufgehängt. Das weit auskragende Dach ermöglichte ebenso die Trocknung von Stoffen ausserhalb des Turmes.
Josef Ignatz von Merhart, ein Fabrikant aus Emmishofen, erwarb nach Täschlers Tod 1832 das «Etablissement für den türkischroth Druck» und damit auch den Tröckneturm. Merhart baute das Geschäft aus, so liess er etwa Mitte des 19. Jahrhunderts eine Indiennedruckerei neben dem Turm errichten. Ab etwa 1890 ist Johannes Häni-Merhart als Besitzer des Unternehmens, das zu dieser Zeit als «Bleicherei und Sengerei» firmierte, überliefert.
Zu Beginn des 20. Jahrhunderts kam es durch den immer stärker werdenden Eisenbahnverkehr in und um St. Gallen zu zunehmenden Verschmutzungen der Gewässer. Das führte dazu, dass auch das Wasser des Burgweihers nicht mehr für die Textilindustrie geeignet war, Häni-Merhart das Unternehmen aufgab und ins Sittertal verlegte. In den 1920er Jahren wurden die Fabrikgebäude abgerissen. Der Tröckneturm blieb stehen und wurde dem Verfall preisgegeben. Eine ähnliche Geschichte hatten viele derartige Anlagen in dieser Region, wie beispielsweise der Tröckneturm im Sulzerhof.

## Nachnutzung
Der Tröckneturm wurde 1974 erstmals äusserlich saniert. Im Jahr 1997 wurde die «Stiftung Tröckneturm» gegründet, deren Zweck darin besteht, das Gebäude «in seinem historischen Bestand für die Öffentlichkeit zu erhalten und als Stätte der Begegnung einzurichten». Zwischen 1999 und 2003 erfolgte unter Führung der Stiftung eine komplette Sanierung und Restaurierung des Turms. Eine Dokumentationsstelle zur Geschichte der Textilindustrie in St. Gallen wurde geschaffen, ausserdem wurde im Kellergeschoss ein Veranstaltungsraum eingerichtet. Das Textilmuseum St. Gallen offeriert Führungen durch den Tröckneturm.
Der Tröckneturm ist ein Element des durch den Verein «Textilland Ostschweiz» eingerichteten «Textilwegs St.Gallen West».